# 櫛形山脈
櫛形山脈（くしがたさんみゃく）は、新潟県胎内市から新発田市にかけての山脈。

## 概要
北は胎内川、南は加治川に挟まれた南北約13.5kmの、日本一小規模な山脈である。最高峰は櫛形山の標高568.0mであり、平均標高は300mにも満たない。
ハイキングコースが尾根全体で整備されているため比較的簡単に縦走でき、近隣の小中学校等の遠足や軽いトレッキングを楽しむ人も多い。

## 主な山

### 鳥坂山
最北に位置する。標高438.5m。鎌倉時代から戦国時代にかけて鳥坂城があり、現在も堀切等の遺構が残る。

### 櫛形山
中部に位置する。標高568.0m。

### 大峰山
南部に位置する。標高399.5m。40種以上の桜から成る大峰山橡平桜樹林は、昭和9年に国の天然記念物に指定されている。登山コースの一部は中部北陸自然歩道として整備されており、途中に設けられた展望広場からは田園風景を一望できる。